# Костанцо Казана
Костанцо Казана (італ. Costanzo Casana, 18 січня 1900 року, Генуя — 23 березня 1942 року) — італійський морський офіцер.

## Біографія
Костанцо Казана народився 18 січня 1900 року в Генуї. У 1915 році вступив до Військово-морської академії в Ліворно, яку закінчив у 1920 році у званні гардемарина. Ніс слузбу на різних кораблях. У 1926 році отримав звання лейтенанта. Певний час ніс службу в загоні гідролітаків-розвідників. У 1934 році отримав звання капітана III рангу і призначений командиром підводного човна «Діаманте», потім на есмінцях «Ланцеротто Малочелло» і «Ніколозо да Рекко», на якому брав участь в італо-ефіопській війні, діючи у Червоному морі.
у 1939 році Костанцо Казана отримав звання капітана II рангу. У 1941 році призначений командиром есмінця «Джачінто Каріні», у січні 1942 року - есмінця «Ланчере».
20 березня 1942 року «Ланчере» вийшов з Мессіни, разом з 3 іншими есмінцями ескадри, для супроводу 3-ї дивізії крейсерів («Тренто», «Горіція» і «Джованні делле Банде Нере») і взяв участь у другій битві у затоці Сидра.
Під час повернення додому корабель потрапив у сильний шторм. О 9:58 23 березня капітан подав сигнал SOS, а о 10:07 передав останнє повідомлення
|  | Ми тонемо! Хай живе Італія! Хай живе Король! Хай живе Дуче! Оригінальний текст (італ.) «Stiamo affondando! Viva l’Italia! Viva il Re! Viva il Duce!» |

Зі 242 членів екіпажу врятуватись вдалось лише 15. Костанцо Казана посмертно був нагороджений золотою медаллю «За військову доблесть».

## Нагороди
- Золота медаль «За військову доблесть»
- Хрест «За військову доблесть» (нагороджений двічі)
- Хрест «За військові заслуги»
- Офіцер Ордена Корони Італії
- Кавалер Колоніального ордена Зірки Італії

## Вшанування
На честь Костанцо Казана планувалось назвати один з есмінців типу «Команданті Медальє д'Оро», але будівництво не було завершене.